# Syndicat National de l'Édition Phonographique
Syndicat National de l'Édition Phonographique (prin abreviere SNEP) este organizația principală a teritoriului francez care protejează industria muzicală franceză. A fost fondată în anul 1922.
Responsabilitățile organizației SNEP sunt colectarea și distribuirea plăților de redevențe pentru difuzare și performanță, prevenirea încălcării drepturilor de autor asupra operelor membrilor săi (inclusiv pirateria muzicală) și certificarea vânzărilor de discuri de argint, aur, platină și diamante și videoclipuri. SNEP compilează, de asemenea, clasamente oficiale săptămânale ale muzicii de top din Franța, inclusiv single-uri și albume.

## Legături externe
- Disque en France, site-ul oficial SNEP
- LesCharts.com Arhiva clasamentelor franceze